# Isus u islamu
Isus u islamu nema značaj koji ima u kršćanskoj religiji. U Kuranu ga se spominje u 14 sura, odnosno u 93 ajeta. U toj svetoj knjizi islama Isus je nazvan Isa. Islamska teologija vidi Isusa kao od Boga odabranog čovjeka, a ne kao Boga. Može se reći da je islam preuzeo adopcionističku kristologiju, gdje je Isus prorok, ali ne i Sin Božji. Islam smatra Isusa velikim prorokom, sinom Marijinim. Za islam je Isus ponizni Božji poslanik, koji ima počasno mjesto u nizu od 24 proroka i koji je navijestio dolazak posljednjega proroka ili poslanika Muhameda koji je „Božji Poslanik i završetak vjerovjesnika“.

## Islamska isusologija
Kuran, odnosno islam odbacuje božanstvo Isusa Krista i smatra velikim grijehom ako se Bogu pridaje još jedna osoba. Iz toga razloga su kršćani u Kuranu okrivljeni od samoga Isusa. Kada se govori o Trojstvu, predodžba o njemu je u izvoru islamske teologije iskrivljena. Može se reći da je Muhamedova percepcija kršćanskoga nauka o Trojedinom Bogu zapravo trijalistička, a ne trinitarna. U tom smislu, njegova predodžba je zapravo predodžba o tri boga. Druga pogreška bila bi ta da je Muhamed tumačio Trojstvo kao zajednicu Boga, Marije i Isusa. U tom smislu se može reći da islam ima svoju isusologiju. Iako za islam Isus nije Bog, treba reći da je njegov lik istaknut i časno opisan te da je Isus prikazan kao najveći prorok prije Muhameda. O njegovu rođenju govori se da je rođen od Merjeme, odnosno Marije i to posebnim Božjim zahvatom. Rođen je kao čovjek, ali bez oca i od čiste djevice.
Važna tema islama jest Sudnji dan. Kod govora o Sudnjem danu, važno je reći da je islam gotovo složan sa židovstvom i kršćanstvom. Naime, prema islamu, Bog će suditi svim ljudima po njihovim djelima i donijeti istinski i vječni pravorijek o svakomu čovjeku. Božji će sud donijeti sankcije: dobrima raj, a grješnicima pakao. Na kraju vremena će se Isus vratiti na zemlju i tada će suditi ljudima. Na tom sudu će se odreći onih koji su ga proglasili, odnosno učinili Bogom. Kada se govori o Isusovoj smrti, Kuran uči da Isus nije umro na križu, već ga je Bog uzeo k sebi. Postoje dva teksta koja govore o Isusovoj smrti. Prvi takav tekst jest u 4, 155- 159. Drugi tekst koji se odnosi na govor o Isusovoj smrti jest u 3,52 – 55. U oba ova teksta se uočava da se polemizira protiv Židova kao ljudi Knjige. U četvrtoj suri nalazi se niz prijekora protiv njih. Oni su ubijali proroke, odbacivali Božje znakove. Jedan od tih prijekora je i taj što govore da su ubili Isusa. U trećoj suri stoji sličan prijekor da nisu vjerovali Isusu koji je to osjećao te su protiv njega kovali zamke, ali im nije uspjelo ubiti ga. Prema Muhamedu, Isus je umro prirodnom smrću. Na to se odnose riječi da ga je Bog uzeo k sebi. Može se reći da se u islamu radi o reduciranoj figuri Isusa iz Nazareta. Gleda ga se isključivo kao ljudsku i proročku figuru. Islam na Isusa gleda s poštovanjem. Poštuje i prihvaća njegov navještaj, no niječe mu božanstvo. Činjenicu o Isusovu rođenju i začeću posebnim Božjim zahvatom drže znakom Božje svemoći.

## Isusovo djelovanje u Kuranu
Kada se govori o Isusovom poslanju i učenju, može se reći da se Kuran i sinoptička evanđelja slažu da je Isus propovijedao Radosnu vijest. Nadalje, Isus je imao svoje pomagače, odnosno apostole. Obje knjige donose da je Isus Prorok i Božji poslanik, da je bio Bogu poslušan i da je pozivao ljude da mu se pridruže u podlaganju Bogu. Postoji još jedno mjesto o Isusovu učenju gdje se slažu Kuran i sinoptička evanđelja, a to je da je Isus bio svjestan svoga poslanja i svoga posebnoga odabranja pred Bogom i ljudima. U prikazivanju Isusovog transcendentnog identiteta, Kuran i evanđelja se razlikuju. Svaki govor o Isusovom božanstvu, prema Kuranu je grijeh protiv Božje jedincatosti. Nadalje, u Kuranu nema tvrdnje da bi Isus Boga zvao svojim Ocem, a kada se govori o Isusovoj smrti, u Kuranu piše da on nije umro nasilnom smrću na križu, nego prirodnom smrću te da će biti uskrišen na Sudnji dan. U Kuranu se također spominje i čudesno Isusovo djelovanje. U 5, 110 je iznesen sažetak o Isusovim čudima: iscijelio je slijepoga od rođenja, gubavoga ozdravio i mrtve dizao. U 5, 112 – 115 je živopisno opisano čudo s hranom. U tim izvještajima se također mogu naći sličnosti i razlike između Kurana i sinoptičkih evanđelja. Kuran i evanđelja se slažu da je Isus čudotvorac prije svega sluga Božji, da je ozdravljao slijepe i gubave. Nadalje se slažu oko toga da je uskrisivao mrtve i od Boga isprosio čudesnu hranu s neba. Razlikuju se oko načina prikazivanja Isusovih čudesa. Kuran donosi samo sažetke o čudesima, dok evanđelja prikazuju izvještaje koji potječu od očevidaca. Evanđelja u izvještajima o čudesima donose Isusovu svijest o vlastitoj transcendentnosti, dok su kuranski izvještaji u službi strogog monoteizma, oni prikazuju kako je Isusova moć zapravo moć Boga koji po njemu djeluje.

## Vanjske poveznice
- www.hkv.hr – Isus Krist u Islamu – nova knjiga fra. Nikole Mate Roščića
- www.vecernji.hr – Zvonimir Despot: »Kako Isusa gledaju muslimani, hindusi i židovi«